# Rock 'n' Roll (Cor Veleno)
Rock 'n' Roll è il primo album dei Cor Veleno uscito nel 2001 e ristampato nel 2002 con la tracklist diversa.
La traccia Tigre, tigre rimanda alla poesia di William Blake, The Tyger (La tigre).

## Tracce
Oltre a cambiare l'ordine dei pezzi, nella seconda è stato rimosso "Febbre Che Puoi Toccare" e sono stati inseriti "Ultimo Stadio" e "In Crescita".

### Edizione del 2001
1. Mettici il Veleno - 4:03
2. Minor - 3:56
3. Febbre Che Puoi Toccare - 3:08
4. Non Tutto Scivola Tranquillo - 3:31
5. Tigre, Tigre - 3:02
6. Il Mio Show - 4:04
7. 42 Gradi - 4:46 - (feat. Funky Cabaret, Piotta, Tony Fine)
8. Rock 'n' Roll - 1:09
9. Hai Detto Bene - 3:31
10. I Giorni di Babilonia - 3:31 - (feat. Piotta)
11. Mi Ricordano - 3:06
12. Fammi Accendere - 3:29
13. Dimmi Dimmi - 3:44
14. Trastevere - 2:49
15. Nelle Mani - 4:15

### Edizione del 2002
1. Ultimo Stadio - 3:10
2. 42 Gradi - 4:46 (feat. Funky Cabaret, Piotta, Tony Fine)
3. Fammi Accendere - 3:29
4. Rock 'n' Roll - 1:09
5. Trastevere - 2:49
6. Nelle Mani - 4:15
7. Dimmi Dimmi - 3:44
8. Non Tutto Scivola Tranquillo - 3:31
9. Hai Detto Bene - 3:31
10. I Giorni di Babilonia - 3:31 - (feat. Piotta)
11. Il Mio Show - 4:04
12. Mi Ricordano - 3:06
13. Tigre, Tigre - 3:02
14. Minor - 3:56
15. Mettici il Veleno - 4:03
16. In Crescita - 3:31